# 동티모르주

동티모르주의 위치

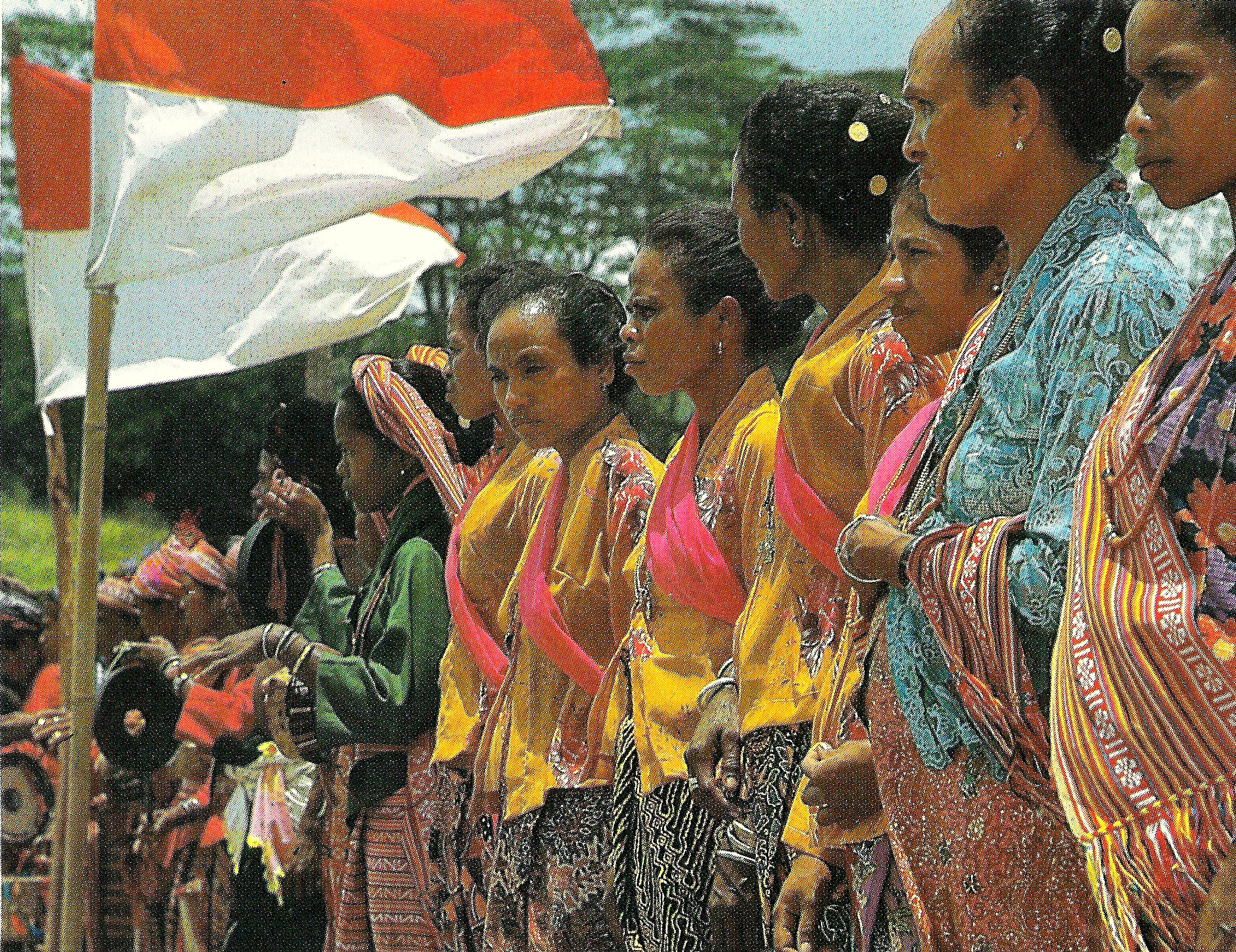
인도네시아의 국기 앞에 서 있는 동티모르의 여자들

동티모르주(인도네시아어: Provinsi Timor Timur)는 과거 인도네시아에 존재했던 주로 지금의 티모르섬 동쪽에 위치하고 있었다.
1975년 포르투갈로부터 독립한 이후에 인도네시아에 의해 강제로 합병되었다. 이후 포르투갈어 사용을 금지화하는 등 강제적인 동화 정책이 실시되었다. 1998년 수하르토의 하야 이후부터 독립에 대한 목소리가 높아졌으며, 1999년 인도네시아가 이 지역에서 철수하면서 사라졌다. 현재 이 곳에는 동티모르라는 독립 국가가 존재한다. 인도네시아의 지배 시절 이 지역에 대한 지배는 국제적으로 인정되지 않았다.

동티모르주의 기
동티모르주의 문장

## 같이 보기
- 1999년 동티모르 위기